# Паттерсон, Пат
Пат Па́ттерсон (англ. Pat Patterson, при рождении Пьер Клермо́н (фр. Pierre Clermont), 19 января 1941, Монреаль, Квебек — 2 декабря 2020, Майами, Флорида) — канадский и американский рестлер, широко известный благодаря своей долгой работе в рестлинг-промоушене WWE, сначала как рестлер, а затем как креативный консультант и продюсер. Он признан компанией первым интерконтинентальным чемпионом WWF и создателем матча «Королевская битва». Член Зала славы WWE с 1996 года.
В 2019 году Паттерсон стал самым пожилым человеком, завоевавшим титул в истории WWE, выиграв титул чемпиона 24/7 WWE в возрасте 78 лет. Журналист Дэйв Мельтцер назвал его «правой рукой Винса Макмэна» и «одним из главных архитекторов WWE, сыгравшим неотъемлемую роль в том, чтобы помочь ей стать глобальным феноменом».

## Ранняя жизнь
Паттерсон родился в бедной франкоговорящей семье в районе Виль-Мари города Монреаль, Квебек, Канада, 19 января 1941 года. Он начал заниматься борьбой в возрасте 14 лет в Loisirs Saint Jean Baptiste. Он вырос в римско-католической церкви и был алтарником.

## Карьера в рестлинге

### Ранняя карьера (1958—1962)
Паттерсон дебютировал в Монреале, Квебек, в 1958 году, выступая во Дворце спорта у промоутера Сильвио Самсона. В начале своей карьеры он выступал под именем «Убийца» Пат Паттерсон.

### Big Time Wrestling (1962)
В 1962 году Паттерсон, несмотря на незнание английского языка, иммигрировал в США, чтобы продолжить карьеру рестлера. Со временем он стал гражданином США. Вначале Паттерсон работал в промоушене Big Time Wrestling Тони Сантоса в Бостоне, Массачусетс. Живя и работая в Бостоне, Паттерсон встретил своего многолетнего партнёра Луи Дондеро.

### Pacific Northwest Wrestling (1962—1965)
В 1962 году Паттерсон был приглашен Бешеным Псом Вашоном для промоушена Дона Оуэна в Портленде, Орегон, в рестлинг-компании Pacific Northwest Wrestling. При поддержке промоутера Гарри Эллиота, который знал о гомосексуальности Паттерсона, Паттерсон создал образ «Красавчика» Пата Паттерсона, женоподобного рестлера, который носил губную помаду, солнцезащитные очки, берет и мундштук. В 1963 году Паттерсон выступал в промоушенах Техаса, Аризоны и Оклахомы в рамках обмена талантами, организованного Оуэном. Паттерсон вернулся в Pacific Northwest Wrestling в 1964 году. В том году он дважды становился командным чемпионом NWA Pacific Northwest. 2 октября 1964 года Паттерсон победил Пеппера Мартина и завоевал титул чемпиона NWA Pacific Northwest в тяжелом весе. Он удерживал чемпионский титул в течение шести недель, прежде чем проиграл Мартину. Паттерсон снова выиграл титул в 1965 и 1966 годах.

## Личная жизнь
Паттерсон был открытым геем, открыто заявившим об этом в начале 1970-х годов. Хотя Джим Росс несколько раз шутил об ориентации Паттерсона в комментариях, он не признавался об этом публично или в сюжетных линиях WWE до финального эпизода «Дома легенд WWE», который вышел в эфир 12 июня 2014 года. NBC News назвал Паттерсона «первой открытой гей-звездой рестлинга». Журнал People назвал его «первым геем звездой рестлинга».
Долгое время партнёром Паттерсона был Луи Дондеро. Паттерсон сказал на шоу «Дом легенд WWE», что они с Дондеро были вместе 40 лет. Дондеро умер от сердечного приступа 28 июня 1998 года, в тот же вечер, когда состоялось шоу King of the Ring. В августе 2006 года Паттерсон перенес срочную операцию на сердце, чтобы удалить кисту из коронарной артерии. В октябре Паттерсон восстановился после операции и был выписан из больницы. В 2008 году он юридически сменил свое имя на Пат Паттерсон.

## Смерть
Паттерсон умер 2 декабря 2020 года от печеночной недостаточности, вызванной тромбом, в больнице Майами, Флорида. Ему было 79 лет. Многие деятели мира реслинга открыто выразили свое почтение Паттерсону, как исполнителю на ринге, так и закулисному деятелю.